# أندريه ماير
أندريه ماير (بالفرنسية: André Meyer)‏ (و. 1898 – 1979 م) هو جامع تحف، ومصرفي، من فرنسا، ولد في باريس، توفي في لوزان، عن عمر يناهز 81 عاماً.

## جوائز
حصل على جوائز منها:
- وسام جوقة الشرف.